# فالکون (کنتاکی)
فالکون (به انگلیسی: Falcon) یک منطقهٔ مسکونی در ایالات متحده آمریکا است که در شهرستان مگافین، کنتاکی واقع شده‌است. فالکون ۲۹۶٫۸۸ متر بالاتر از سطح دریا واقع شده‌است.